# 黃亞保
黃亞保（英語：Paul Wong Ah Bo，1981年2月19日—），人稱「保哥」或「陳皮達人」，香港電視烹飪節目主持及商人，曾為融合粵菜酒家「雲來軒」董事兼行政總廚（2020年2月17日起暫時停業），現為「保哥廚房」創辦人。

## 簡歷
黃亞保是越南華僑，有一個弟弟，1979年父母因受越南排華運動影響，返回廣西南寧市生活，且開設家常菜式飯店。他7歲時隨父母偷渡往香港定居，於望后石越南難民中心住了6年，一直沒有接受正規學校教育，只靠任職地盤工人的父親替他補習，12、13歲立志當行政總廚或是酒家老闆，未滿16歲已開始做童工，曾在元朗茶餐廳、屯門蝴蝶邨冬菇亭大牌檔任樓面和學廚。後來香港政府向越南偷渡者實施包容政策，可是他被難民身份掣肘，去荃灣、青衣及元朗的學校叩門都遭拒絕，輾轉回到屯門便考入迦密唐賓南紀念中學，以18歲之齡插班就讀中三課程。基於他先前並沒學業基礎，即使花費更多時間溫習亦未追趕進度，加上在營內生活期間經常用英語跟義工溝通，只能從會考考獲1分成績（來自英文科）；當時校內負責職業輔導的老師知道他喜歡烹飪，所以推薦報讀中華廚藝學院。
2002至2015年，黃亞保選擇修讀中華廚藝學院多個專業廚藝課程，包括初級、中級、高級與大師級，成為該校第一位修畢這4個課程的學生；曾在深灣軒會所做半年三廚（實為總廚），再去怡東酒店當了兩年學廚便到美心集團旗下八月花點心中菜館任職廚師，後轉到君滙港會所餐廳晉升總廚；在八月花期間常常隨總廚到樓下書店，吸收許多菜餚擺設知識。2011年暑假，他經當時君滙港住客梅小青協助下參加無綫電視烹飪評判節目《大廚出馬》，取得初賽冠軍而令名氣漸增；2012年與同學合資於尖沙咀開辦融合粵菜酒家「雲來軒」，出任董事兼行政總廚和主張以陳皮入饌，製作兼顧補益效用的菜式。大約2014、2015年，安德尊到其酒家試菜時對他誠懇的態度印象深刻，於是過了一兩個月就獲介紹到《都市閒情》參與「廚師顯廚藝」環節，並於2016年跟無綫電視簽了一年廚師特約。
2016年，黃亞保擔任無綫電視處境喜劇《愛·回家之八時入席》廚藝顧問之餘，也成為翡翠台休閒節目《都市閒情》「今晚食乜餸」環節的固定廚師；2018年建立個人品牌「陳皮之堡（保哥陳皮）」，2020年2月受社會動盪氣氛與新冠肺炎疫情所影響，店舖被迫休業，加入香港中華煤氣開設的 YouTube 烹飪教學頻道「Towngas Cooking 煤氣教煑」。2021年初，他首次跟西廚張錦祥合作主持《煮場爭霸》，同年8月再擔任廚藝比賽真人騷《煮戰》的主持。

## 演出作品

### 電視劇
| 首播     | 劇名              | 角色                |
| 無綫電視 |                   |                     |
| 2016年   | 愛·回家之八時入席 | 大廚（第49、102集） |

### 電視節目
| 首播           | 節目名                            | 備註                                                                                                   |
| 無綫電視       |                                   | |
| 2000年         | 星期四檔案                        | 被訪者                                                                                                 |
| 2011年         | 大廚出馬                          | 第二輯固定參賽者                                                                                       |
| 2015年         | 明星愛廚房                        | 固定演出                                                                                               |
| 2015 - 2018年  | 都市閒情                          | 「廚師顯廚藝」（2014年）及「上門教煮餸」（2015年）環節嘉賓廚師、「今晚食乜餸」環節固定廚師（2016年起） |
| 2019年         | 流行都市                          | 「睇餸食飯」環節固定廚師                                                                               |
| 2020年         | 疫境廚神秋冬盛宴                  | 星廚導師                                                                                               |
| 2021年         | 煮場爭霸                          | 與張錦祥合作主持                                                                                       |
| 2021年         | big big shop新春感謝祭            | 固定演出                                                                                               |
| 2021年         | 煮戰                              | 與江美儀及張錦祥合作主持                                                                               |
| 2021年         | 不能只有我看到的 便利店追女神食譜 | 固定演出                                                                                               |
| 2022年         | 萬眾同心公益金                    | 固定演出                                                                                               |
| 2022年         | 尋人記                            | 第二輯 第9集嘉賓                                                                                       |
| 2022年         | 黃金盛宴                          | 固定演出                                                                                               |
| 2023年         | 做節必食18道菜                    | 固定演出                                                                                               |
| 2023年         | 煮東煮西                          | 主持                                                                                                   |
| 2023年         | 煮東煮西 中秋篇                   | |
| 2023年         | 請客必食18道菜                    | 主持                                                                                                   |
| 香港電台電視部 |                                   | |
| 2017年         | 精靈一點                          | 演出《健康中菜系列》                                                                                   |

## 書籍

### 食譜
- 2017年8月7日：《細味陳皮》（新人才文化出版；ISBN 9789887737438）[22]

- 2023年7月12日：《黃亞保煮場：一心做好菜秘笈》（萬里機構出版有限公司出版；ISBN 9789621474728）[23]

## 曾獲獎項與提名
- 2022年：《萬千星輝頒獎典禮2021》 - 最佳男主持（《不能只有我看到的便利店追女神食譜》）【提名】

## 外部連結
- 黃亞保的Facebook專頁
- 黃亞保 Chef Paul的Facebook專頁
- 保哥陳皮的Facebook專頁
- 黃亞保的Instagram帳戶
- YouTube上的Towngas Cooking 煤氣教煑頻道